# Gåstjärnen (Äppelbo socken, Dalarna)
Gåstjärnen är en sjö i Vansbro kommun i Dalarna och ingår i Dalälvens huvudavrinningsområde.